# Клинкер
Клинкер је материјал чијим се финим млевењем добија цемент. Клинкер се добија загревањем у ротационим пећима на 1450 °C, смеше кречњака, глине, боксита, гвоздене руде и кварца. Клинкер протланд цемента састоји се од четири фазе: алита, белита, алумината и ферита које у додиру са водом кристалишу формирајући тродимензионалну алумосиликатну мрежу која даје чврстину цементу након очвршћавања.